# Cynocéphales (collines)
Pour les articles homonymes, voir Cynocéphale.
Les Cynocéphales (grec ancien : Κυνὸς κεφαλαί / Kynòs kephalaí, « têtes de chien ») sont une chaîne de collines de Thessalie, en Grèce, ainsi nommée pour ses hauteurs qui, vues de la mer, offrent cette forme. Elle est située au sud-est de la ville antique de Scotussa (en), à l'est de Pharsale.
Les Cynocéphales sont célèbres pour deux batailles. Dans la première (364 av. J.-C.), Pélopidas, général des Thébains, défit Alexandre, tyran de Phères ; mais il trouva la mort en combattant. Dans la seconde (197 av. J.-C.), le général Flamininus défit complètement Philippe V, roi de Macédoine, ce qui mit fin à la deuxième guerre macédonienne.

## Source
Cet article comprend des extraits du Dictionnaire Bouillet. Il est possible de supprimer cette indication, si le texte reflète le savoir actuel sur ce thème, si les sources sont citées, s'il satisfait aux exigences linguistiques actuelles et s'il ne contient pas de propos qui vont à l'encontre des règles de neutralité de Wikipédia.